# Deschampsia ligulata
Deschampsia ligulata är en gräsart som först beskrevs av Otto Stapf, och fick sitt nu gällande namn av Johannes Jan Theodoor Henrard. Deschampsia ligulata ingår i släktet tåtlar, och familjen gräs. Inga underarter finns listade i Catalogue of Life.